# 小行星9558
小行星9558是一颗围绕太阳公转的小行星。1986年8月29日，天文学家亨利·德波鸿诺在拉西拉天文台发现了此天体。
这颗小行星的绝对星等为273.5479018265665等。